# Łukasz Zarębkiewicz

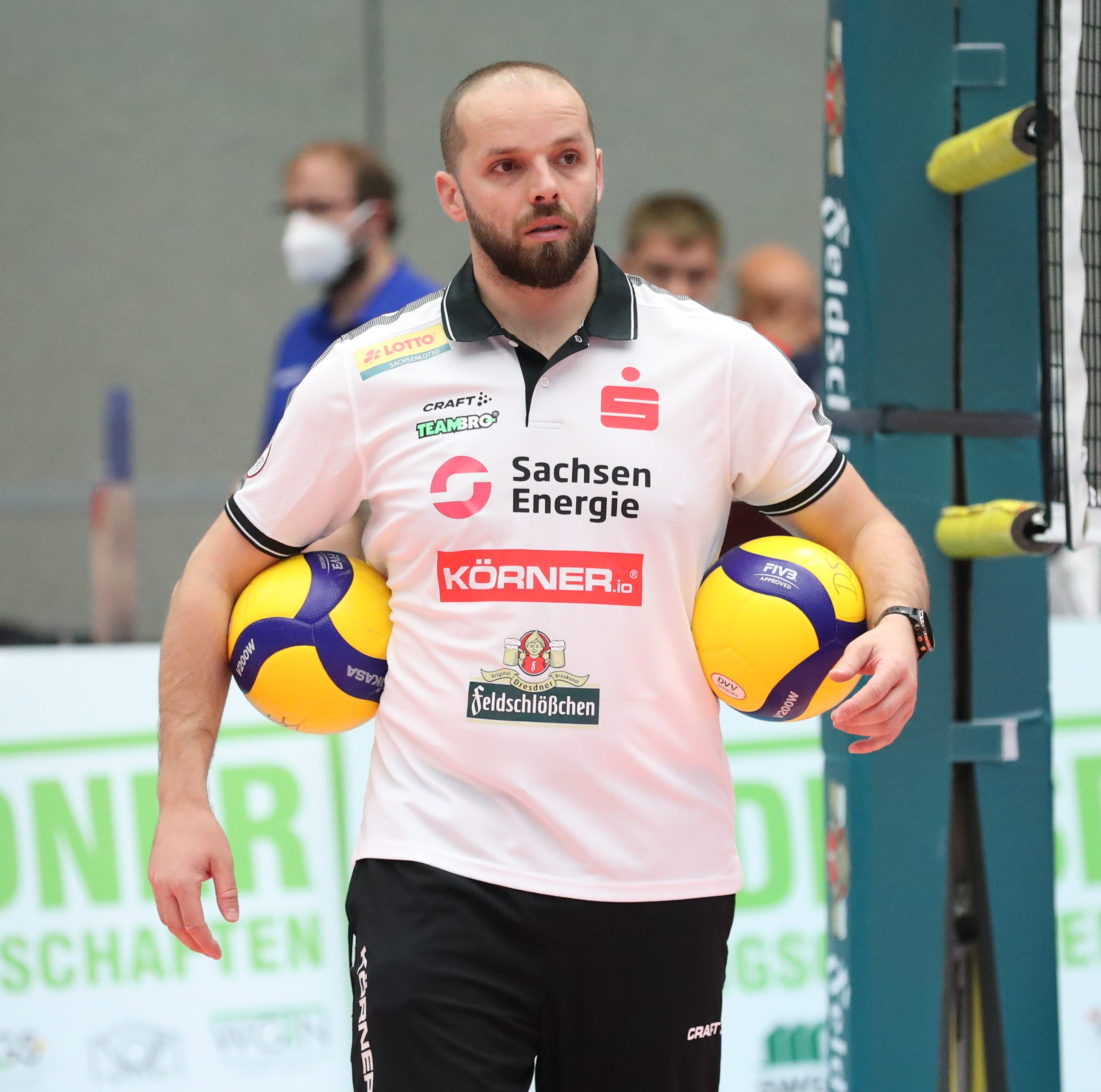
Łukasz Zarębkiewicz (2021)

Łukasz Zarębkiewicz (* 22. Mai 1987) ist ein polnischer Volleyballtrainer. Seit 2019 steht er beim Bundesligisten Dresdner SC und der polnischen Volleyballnationalmannschaft der Frauen als Athletiktrainer unter Vertrag.

## Leben
Zarębkiewicz machte einen Abschluss an der Sportfachschule in Krakau und begann während seines Studium an der Wirtschaftsuniversität Krakau mit der Arbeit als Volleyballtrainer. Von August 2011 bis Mai 2014 war er Athletiktrainer des dortigen Volleyballteams der Frauen, Eliteski UEK Kraków. Es folgten Stationen beim MKS Dąbrowa Górnicza (Saison 2015/16) und Impel Wrocław (Saison 2016/17). Auch für den polnischen Volleyballverband Polski Związek Piłki Siatkowej war er von Juni 2016 an als Athletiktrainer der Nachwuchsnationalmannschaften tätig. Nachdem Zarębkiewicz von 2017 bis 2019 in dieser Funktion auch für Developres SkyRes Rzeszow, wechselte er im August 2019 zum deutschen Bundesligisten Dresdner SC, für den er auch seine Position bei den Nachwuchsnationalmannschaften des polnischen Verbandes aufgab. Im Dezember 2019 wurde er zudem Athletiktrainer der polnischen Nationalmannschaft der Frauen. In der Saison 2019/20 gelang ihm mit dem Dresdner Verein der Gewinn des DVV-Pokals, die Saison 2020/21 wurde mit der deutschen Meisterschaft beendet.